# Чепелянский, Леонид Васильевич
Леонид Васильевич Чепелянский (10 августа 1941, Сухум, Абхазская АССР -  октябрь  2010, Сухум) — советский и абхазский композитор, музыкальный педагог и музыковед

.  «Заслуженный деятель искусств Абхазской АССР» (1984). Народный артист Республики Абхазия, кавалер ордена "Ахьдз-Апша" III степени.

## Биография
Родился 10 августа 1941 года. Уроженец Сухума, потомственный педагог (мать и бабушка композитора — заслуженные учителя Абхазии)
Заслуженный деятель искусств Абхазской АССР (1984).
В 1960 году окончил Сухумское музыкальное училище по классу фортепиано.
В 1965 году закончил  Киевскую консерваторию по классу композиции. С этого года и до конца жизни преподавал музыкально-теоретические дисциплины и композицию в Сухумском музыкальном училище.
В 1971 году вступил в Союз композиторов СССР.
С мелодии народной песни "Кьараз" ("Шәнеибац") в аранжировке Чепелянского началась первая передача Абхазского телевидения, вышедшая в эфир 6 ноября 1978 года. И после этого долгие годы на абхазском радио и телевидении звучали эти музыкальные позывные.

Вместе с пожилой матерью вынужден был остаться в оккупированном Сухуме и испытать все тяготы войны. 
«В дни войны, – вспоминает композитор, – я практически не садился за фортепиано, надо было в буквальном смысле заботиться о хлебе насущном. Пережившая войну 1941 года, моя мама вселяла во мне уверенность в скором победном окончании войны… В дни войны я следовал принципу “Когда пушки стреляют – музы молчат”. За время войны я, как и многие, потерял талантливых друзей, товарищей, которые были одаренными музыкантами.
После продолжительной болезни в октябре 2010 года композитор скончался.

## Музыкальные сочинения
В 1971 году вступил в Союз композиторов СССР, а также вел активную творческую деятельность. В эти годы композитор наиболее продуктивно работал в области симфонической и камерно-инструментальной музыки. Среди сочинений этого периода творчества увертюры "Абхазская", "Дмитрий Гулия", "Праздничная" и другие.
Известны три пьесы для фортепьяно:
- Абхазская песня
- Абхазский наигрыш
- Звуки оркестра

Музыка, написанная Чепелянским, звучала в кинофильме «Время счастливых находок» и различных спектаклях.

## Награды
Кавалер ордена «Ахьд-Апша» III степени (2004).

## Фильмография
Время счастливых находок 1969

## Дискография
1982 - Симфоническая музыка композиторов Абхазии (Мелодия)
Сторона 1
П.Петров Концерт для фортепиано №1 с оркестром в трех частях
К. Ченгелия. Абхазское каприччио
Р. Гумба. Радость, Симфоническая картинка
Алла Отырба, фортепиано
Симфонический оркестр телевидения и радио Грузии.Дирижер Анатолий Хагба
Сторона 2
Л. Чепелянский. Дмитрий Гулия, поэма
М. Берикашвили. Песнь раненого
А. Чичба. Интермеццо
Симфонический оркестр телевидения и радио Грузии. Дирижер Тариел Дугладзе